# David Lapoujade
David Lapoujade (Parigi, 1964) è un filosofo francese.
Insegna a Paris-I Panthéon-Sorbonne.
Specialista del pragmatismo, e in particolare dell'opera di William James, il suo percorso si ispira al pensiero di Gilles Deleuze, del quale è stato studente. I suoi lavori vertono inoltre su Henri Bergson, Henry James, Ralph Waldo Emerson e Étienne Souriau. Scrive per Critique, Philosophie, Revue de métaphysique et de morale, Revue philosophique, Le Magazine littéraire.
Ha curato le tre raccolte postume di Gilles Deleuze: L'isola deserta e altri scritti, 2002; Due regimi di folli e altri scritti, 2003 e Lettres et autres textes, 2015.

## Opere
- William James. Empirisme et pragmatisme, Paris, PUF, 1997 ; réed. Les Empêcheurs de penser en rond, 2007
- Fictions du pragmatisme. William et Henry James, Paris, Éditions de Minuit, 2008
- Puissances du temps. Versions de Bergson, Paris, Éditions de Minuit, 2010
- Deleuze, les mouvements aberrants , Paris, Éditions de Minuit, 2014 
  - Edizione italiana: Deleuze. I movimenti aberranti, trad. it. a cura di Claudio D'Aurizio, Mimesis, Milano 2020 (ISBN: 9788857567723)
- Les Existences moindres, Paris, Éditions de Minuit, 2017
  - Edizione italiana: Le esistenze minori, trad. it. Francesco Fogliotti, introd. Lucio Saviani, Moretti & Vitali, Bergamo 2020 (ISBN-10: 8871867858)